# Metachrostis subrufa
Metachrostis subrufa là một loài bướm đêm trong họ Erebidae.